# Chileogovea jocasta
Chileogovea jocasta is een hooiwagen uit de familie Pettalidae.